# Викерс F.B.16
Викерс F.B.16 (енгл. Vickers F.B.16) је ловачки авион направљен у Уједињеном Краљевству. Авион је први пут полетео 1916. године. 

## Наоружање
| Наоружање авиона: Викерс       |        |
| Ватрено (стрељачко) наоружање  |        |
| Топ                            |        |
| Митраљез                       |        |
| Број и ознака митраљеза        | 2 Луис |
| Калибар                        | 7,7    |
| Бомбардерско наоружање (бомбе) |        |
| Ракетно наоружање (ракете)     |        |